# Pare Esmè
El Pare Esmè és, en la mitologia catalana, el gegant del Montseny. Se'l descriu com un gegant que balla i salta per les valls i serralades, que pot tenir un peu a les Agudes i l'altre al Turó de l'Home. Era molt alt i quan tenia set es bevia tota l'aigua del riu.
Les descripcions tenen similituds amb el Fort Farell de Caldes de Montbui o el Sagal Nou de l'Urgell.